# Dmitri Peskov

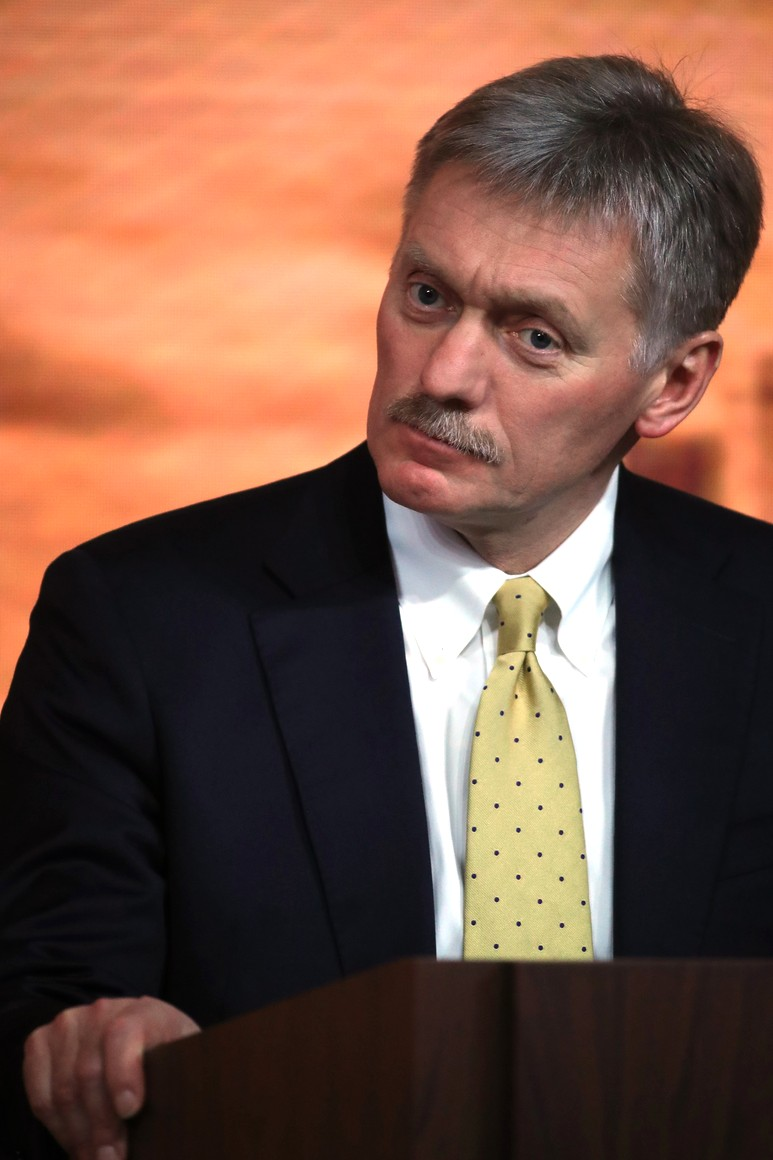
Peskov in 2019

Dmitri Sergejevitsj Peskov (Russisch: Дмитрий Сергеевич Песков) (Moskou, 17 oktober 1967) is een Russische diplomaat. Sinds 2012 is hij de voornaamste woordvoerder van de Russische president Vladimir Poetin.

## Carrière
Peskov studeerde in 1989 af aan het Instituut van Aziatische en Afrikaanse landen de Staatsuniversiteit van Moskou. In datzelfde jaar voegde hij zich bij het Russische ministerie van Buitenlandse Zaken. In 1990 trad Peskov in dienst bij de Russische ambassade in Ankara, waar hij tot 1994 werkzaam bleef. In de periode 1994-1996 werkte Peskov voor het ministerie van Buitenlandse Zaken. Hierna keerde Peskov terug naar de ambassade in Ankara, waar hij een post als tweede en vervolgens als eerste secretaris kreeg.
In 2000 keerde Peskov terug naar Rusland, waar hij vanaf april 2000 in verschillende functies werkte voor de persdienst van de net aangetreden president Poetin. Van 2004 tot 2008 was Peskov Poetins plaatsvervangend eerste secretaris. Op 25 april 2008 werd Peskov aangesteld als woordvoerder van premier Viktor Zoebkov (in die hoedanigheid volgde hij Aleksej Gromov op). Nadat Poetin in mei 2012 opnieuw was verkozen tot president, werd Peskov aangesteld als presidentieel woordvoerder. Peskov volgde hierin Natalja Timakova op.
In april 2012, tijdens de protesten na de Russische presidentsverkiezingen, merkte Peskov op dat de politie veel te mild richting de demonstranten optrad. Over de demonstranten zei hij dat "hun levers over het asfalt moesten worden uitgesmeerd" als ze de politie letsel zouden toebrengen.
Op 28 februari 2022, vier dagen na het begin van de Russische oorlog in  Oekraïne, werd Peskov vanwege zijn steun aan de oorlog door de Europese Unie samen met onder meer president Poetin op een zwarte sanctielijst gezet. Alle tegoeden van Peskov en andere Russische oligarchen werden bevroren.

## Privé
Peskov trouwde in 2015  met de kunstschaatsster Tatjana Navka, met wie hij een dochter heeft. Daarvoor was hij twee keer eerder getrouwd. 
Jelizaveta Peskova, zijn dochter uit een eerder huwelijk, keerde zich na de Russische inval in Oekraïne openlijk tegen de oorlog.